# Сандоваль, Гаэль
Вальтер Гаэль Сандоваль Контрерас (исп. Walter Gael Sandoval Contreras; род. 5 ноября 1995, Гвадалахара, Мексика) — мексиканский футболист нападающий клуба «Леонес Негрос».

## Клубная карьера
Сандоваль — выпускник футбольной академии «Эстудиантес Текос». В 2013 году он перешёл в «Сантос Лагуна». В 2015 году для получения игровой практики Гаэль на правах аренды перешёл в «Хуарес». 26 июля в матче против «Лобос БУАП» он дебютировал в Лиге Ассенсо. По окончании аренды Сандоваль вернулся в «Сантос Лагуна». 18 июля 2016 года в матче против «УАНЛ Тигрес» он дебютировал в мексиканской Премьере, заменив во втором тайме Брайана Рабельо. 7 ноября в поединке против «Чьяпас» Гаэль забил свой первый гол за «Сантос Лагуна».
В начале 2018 года Сандоваль перешёл в «Гвадалахару». 21 декабря 2021 года было объявлено о переходе Сандоваля на правах аренды в новозеландский «Веллингтон Феникс» до конца сезона 2021/22 после открытия трансферного окна в Эй-лиге 14 января 2022 года.
1 марта 2023 года Сандоваль подписал контракт с новообразованным клубом Канадской премьер-лиги «Ванкувер» на сезон 2023. 13 июля «Ванкувер» и Сандоваль расторгли контракт по обоюдному согласию сторон. За клуб он сыграл 13 матчей, забил один гол и отдал три голевые передачи.
27 июля 2023 года Сандоваль присоединился к клубу «Леонес Негрос».

## Достижения
Командные
 «Гвадалахара»
- Победитель Лиги чемпионов КОНКАКАФ: 2018